# Beyerdynamic

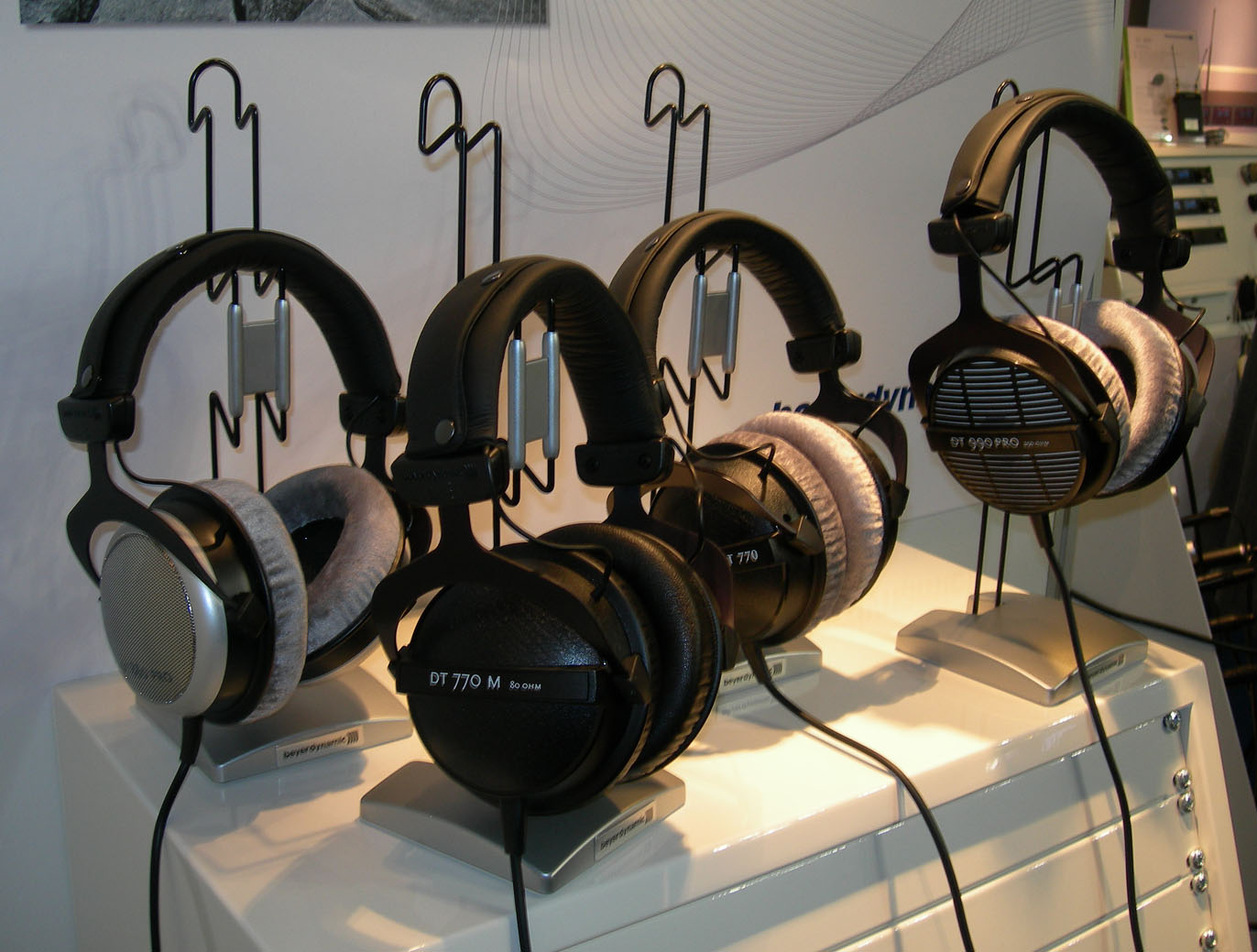
Słuchawki Beyerdynamic – DT 880 PRO, DT 770 M, DT 770, DT 990 PRO

Beyerdynamic GmbH & Co. KG – przedsiębiorstwo założone w 1924 roku w Berlinie przez Eugena Beyera. Jest jedną z najdłużej działających firm branży audio. Początkowo Beyerdynamic zajmował się budową wzmacniaczy i głośników przeznaczonych do kin. Trwało to do roku 1937, kiedy to powstał pierwszy model słuchawek dynamicznych DT 48. Obecnie firma produkuje mikrofony, słuchawki, wzmacniacze, bezprzewodowe systemy audio oraz systemy konferencyjne.